# Februariplein
Het Februariplein is een stadsplein in Amsterdam-Centrum. Het plein is voetgangersgebied.

## Geschiedenis
Het plein is gelegen in de buurt Nieuwmarkt/Lastage, een eeuwenoude wijk in Amsterdam. Lastage was in de 15e eeuw al ingericht als industrieterrein van de stad. Zoals zo vaak moesten dat soort terreinen in de loop der eeuwen steeds plaatsmaken voor (nieuwe) bewoners en zo gebeurde ook alhier. Er lag toen hier nog een eiland Marken met aan de zuidoostkant aan de overzijde van de Markengracht de Rapenburgerstraat liep. Marken (ook wel Buurt S) werd daarbij in de loop der eeuwen volgebouwd met woningen. Woningen verrezen aan de Valkenburgerstraat (Valkenburg is de alternatieve naam voor Marken), die de lengteas van het eiland vormde. Het eiland raakte overbevolkt en de behuizing verkrotte. Daaroverheen kwam dan de Jodenvervolging tijdens de Tweede Wereldoorlog, waardoor relatief veel bewoners uit deze buurt uit hun huis werden gehaald en gedeporteerd en na de oorlog niet terugkwamen. Huizen vervielen verder mede door de houtroof. 
In de jaren zestig moest de zuidwand van de Valkenburgerstraat plaatsmaken voor de aanleg van af- en aanvoerroutes voor de IJ-tunnel; ook de Markengracht viel ten prooi aan de verkeersweg en werd gedempt. Nadat alles was opgeleverd bleef er een strook braakliggend terrein over, de zogenaamde Varastrook (strook tussen Valkenburger- en Rapenburgerstraat). In de jaren zeventig en tachtig kwam er de markt van het Waterlooplein, die aldaar weg moest vanwege de bouw van de Stopera. 

## Gebouwen
Van de oorspronkelijke bebouwing is dus niets bewaard gebleven. 
In 1991 volgde het besluit de Varastrook weer te bebouwen. Er werd tot 1999 druk gebouwd aan complex Markenhoven binnen een stedenbouwkundig plan van Hans van Beek van Atelier PRO. Hij moest werken met verschillende inzichten van de stad en van de toekomstige bewoners. Hij had ook te maken met twee totaal verschillende straten. De Valkenburgerstraat bleef een drukke “snelweg in de stad”, de Rapenburgerstraat werd een rustige straat. Uiteindelijk wisten de bewoners de strijd te winnen en er kwam een blokbebouwing met twee open ruimten: van west naar oost Februariplein (vernoemd naar de Februaristaking) en het Koerierstersplein (vernoemd naar  koeriersters van illegale kranten in de Tweede Wereldoorlog). Van Beek schakelde vijf architecten (Köther, Salman, Zeinstra, van der Waals en Böhtlinkh) in voor zogenaamde stempelbouw. Iedere architect ontwierp een type woning, die steeds terugkwam in het totale complex. De bouwtijd liep uit vanwege steeds nieuwe inzichten in stedenbouw en verkeer. Atelier PRO omschreef het later dat de bebouwing aan de Valkenburgerstraat het gevoel geeft van een boulevard, terwijl aan de Rapenburgerstraat de bebouwing kleinstedelijk is gehouden. 
Het plein heeft bestrating in de vorm van een H; het centrale plein is door vier poortgebouwen verbonden met zowel Valkenburger- en Rapenburgerstraat. Huisnummers lopen op van 1 tot en met 18.

## Kunst
Vrijwel onzichtbaar is het enige kunstwerk hier; er ligt onder de titel Complex form een bestratingspatroon van de hand van Sol LeWitt, onderdeel van een drieluik.